# García Holguín
García de Holguín (Cabeza del Buey, Corona de Castilla, 1490 - ?, s. XVI) fue un capitán, conquistador español del Nuevo Mundo y alcalde ordinario de Bayamo y México, conocido por capturar junto a Gonzalo de Sandoval al príncipe azteca Cuauhtémoc.

## Biografía
Nació en Cabeza del Buey, s. XVI. En 1510, fue enviado a la isla de Cuba para servir de refuerzo junto a una treintena de hombres a Diego Velázquez de Cuéllar. En abril de 1521, fue enviado por Diego Velázquez de Cuellar a México en la expedición de Narváez, con el objetivo de capturar a Cortés, Narváez fue derrotado y Holguín pasó a formar parte de las filas de Cortés. Poco después participó en el sitio de Tenochtitlan, donde logró capturar junto a Sandoval al príncipe Cuauhtémoc para entregárselo a Cortés cuando intentaba escapar con su tesoro y su familia. Diez años después, debido a sus méritos, fue obsequiado con el cargo de alcalde ordinario de México, ciudad levantada sobre las ruinas de Tenochtitlan. En 1523 decidió regresar a Cuba, recibió de Diego Velázquez de Cuellar varios títulos. En 1537 se casa con Isabel Fernández Valero de Sandoval. En 1545, acompañado junto a algunos compañeros de armas, decidió poblar las tierras de Cayo Llano y fundar un hato, que rebautizó como Cayo Castilla y que convirtió en capital de todos los municipios que le pertenecían, lo que hoy se conoce como Holguín.

## Representaciones
Aparece en una pintura anónima del s. XVIII que se encuentra en el Museo de América titulada como Conquista de México: García de Holguín captura a Guatimozín.